# Chris Lemmon

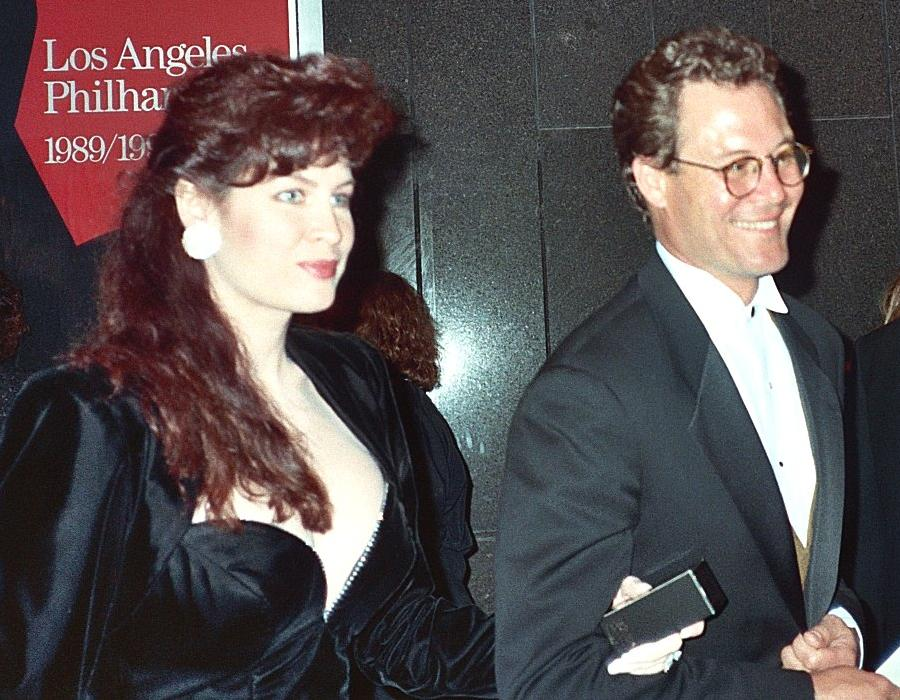
Chris Lemmon, 1990

Christopher Boyd Lemmon (* 22. Juni 1954 in Los Angeles, Kalifornien) ist ein US-amerikanischer Schauspieler.

## Leben
Chris Lemmon ist der älteste Sohn des Schauspielers Jack Lemmon. Seine Mutter war die Schauspielerin Cynthia Stone (1926–1988). Er studierte am California Institute of the Arts. Bekannt wurde er als Hauptdarsteller in der Serie Thunder in Paradise an der Seite von Hulk Hogan. 1989 war er neben seinem Vater im Film Dad zu sehen.
Chris Lemmon lebt mit seiner Ehefrau, der Schauspielerin Gina Raymond und ihren drei Kindern in Glastonbury, Connecticut.
Über seinen Vater schrieb er das Buch „A Twist of Lemmon: A Tribute to My Father“.

## Filmografie (Auswahl)
- 1977: Verschollen im Bermuda-Dreieck (Airport ‘77)
- 1980: Fast wie in alten Zeiten (Seems Like Old Times)
- 1981: Blutige Dämmerung (Just Before Dawn)
- 1981: Manche mögens prall (C.O.D.)
- 1984: Auf dem Highway ist wieder die Hölle los (Cannonball Run II)
- 1984: Swing Shift – Liebe auf Zeit (Swing Shift)
- 1985: Yellow Pages
- 1986: That’s Life! So ist das Leben (That’s Life!)
- 1986: Crazy Airforce (Weekend Warriors)
- 1989: Dad
- 1990: Unter der Sonne Kaliforniens (Knots Landing, Fernsehserie, 13 Folgen)
- 1994: Thunder in Paradise (Fernsehserie, 22 Folgen)
- 1997: Wes Craven’s Wishmaster (Wishmaster)
- 1999: Ticket to Love (Just the Ticket)
- 2022: Blond (Blonde)